# 英國邊境勤務處
英國邊境勤務處（英語：British Frontier Service），是英國政府已廢除的一支邊防部隊，曾負責德國國內邊界西德一側的保安工作，其後轉型為通訊兵。
隨著1990年兩德統一，邊境勤務處亦已於1991年5月28日正式解散。

## 歷史
在二戰德國戰敗以後，英、美、法、蘇四個戰勝國將德國分為四個佔領區管理，並各自於接壤鄰國的邊境派兵駐守，以防戰犯及難民外逃。當中，英佔區於1946年起，亦建立了同類機構，初名為「邊境控制處」。雖然部隊當時隸屬於英國外交部，但人員主要由英國三軍抽調，而所有隊員皆獲授英國陸軍榮譽軍銜。
隨著1949年蘇聯封鎖柏林及東、西德政權建立，邊境控制處調往德國國內邊界，並負責駐守呂貝克至哥廷根一段長660公里的邊境。
而自1955年起，邊境控制處改隸英國陸軍部，並正名為「英國邊境勤務處」，而絕大部分職責則由駐萊茵河英國陸軍取代。作為其屬下的小部門，勤務處此後僅負責邊境英、德雙方駐軍的聯絡工作，並藉駐防邊界宣示英國在西德的特權。有時，勤務處人員亦會協助調停兩德邊防人員間的紛爭。
由於德國國內邊界於1989年11月廢除，為兩德統一展開序幕，而列強及兩德的邊防部門亦逐步解散。當中，代表英方的勤務處於1990年2月停止運作，翌年5月28日正式解散，結束其45年的歷史。

## 組織
在創立初期，此部門共有300名軍裝及文職人員。而在1955年改隸陸軍部及更名後，由於職能被大幅削弱，部門人員數目亦相應減至38人，再於約1980年代縮編至只有四人，是規模最小的列強駐德邊防部隊。
而在駐地方面，英國邊境勤務處共設五個據點，詳列如下：
- 科隆（勤務處總部）
- 漢諾威
- 柏林近C檢查哨（聯絡處，下同）
- 杜塞爾多夫
- 黑尔姆施泰特近A檢查哨（與英、美、法駐軍合署辦公）

## 圖集

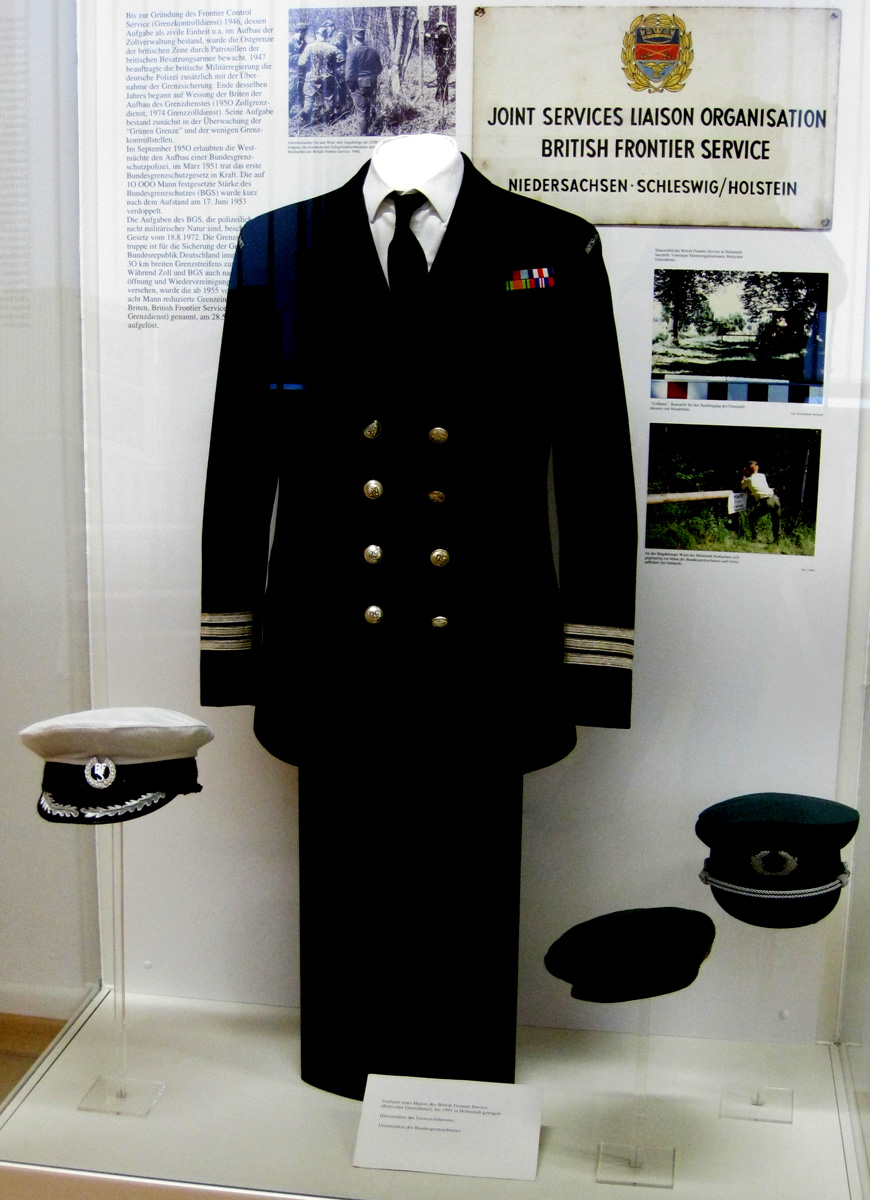
英國邊境勤務處人員制服
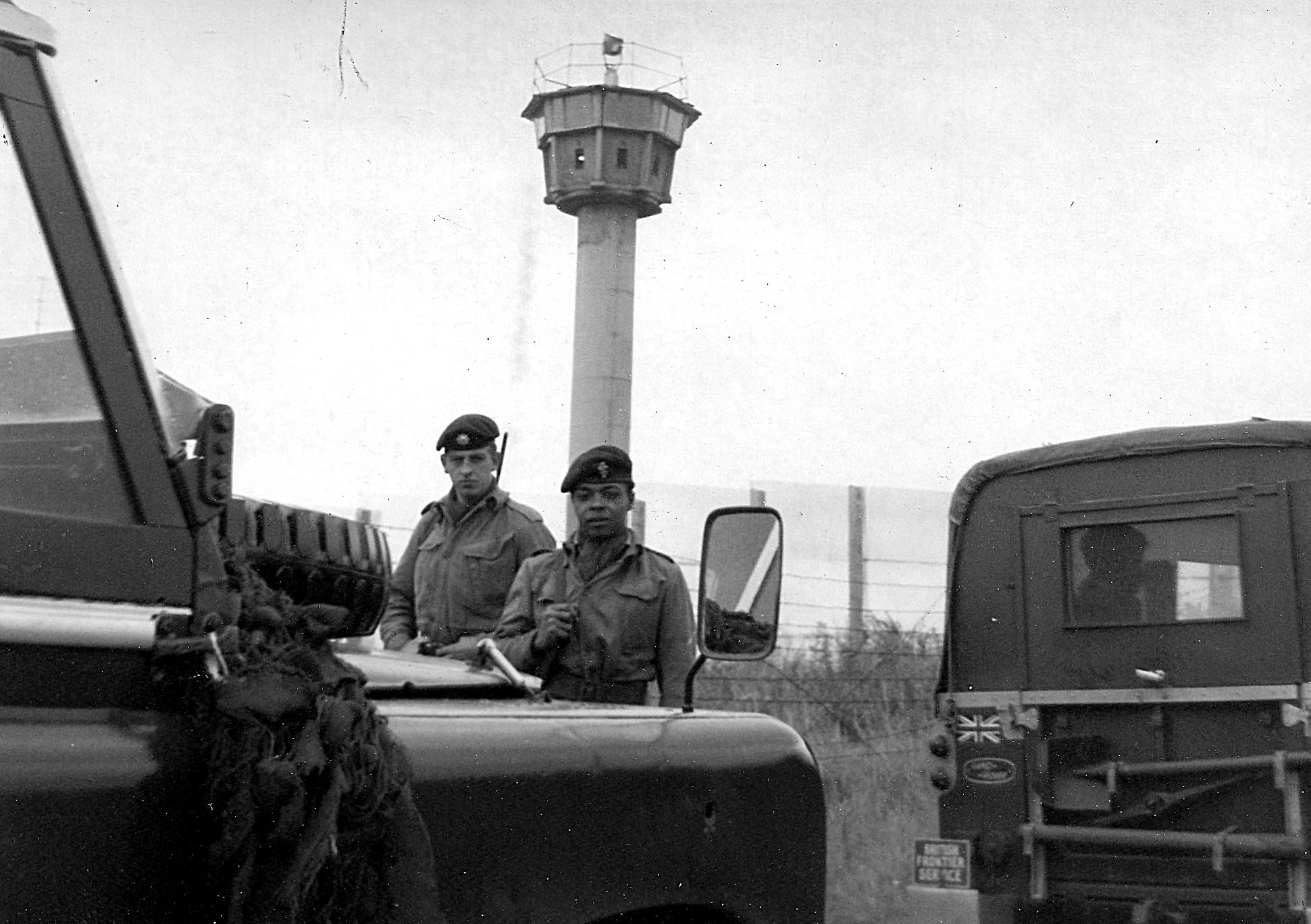
勤務處人員正與駐萊茵河英軍，一同於德國國內邊界值班
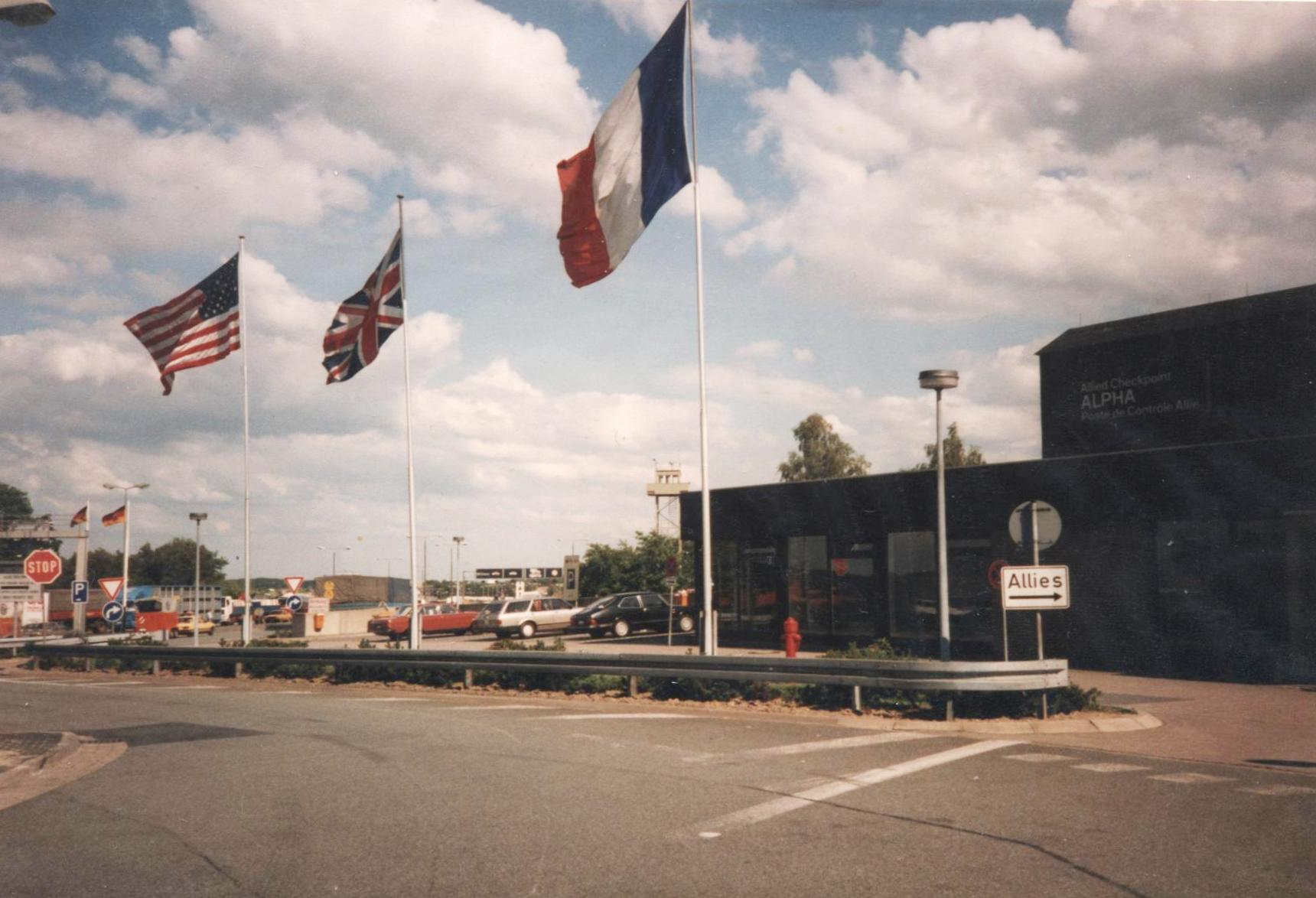
英國邊境勤務處其中一個聯絡處，設於A檢查哨側的聯軍軍營（右側建築物）內

## 註解
1. ↑  1964年改組為英國國防部

## 註腳
1. 1 2 3 4 5  Stacy 1984，第261–263頁.
2. ↑  . The Times. 1966-08-04.
3. ↑  Barker, Dennis. . The Guardian. 1978-05-27.
4. ↑  Shears 1970，第102-103頁.
5. ↑  Koenig, Robert L. . St. Louis Post-Dispatch. 1990-04-22.
6. ↑  Evans, Michael. . The Times. 1990-02-15.
7. ↑  "Grenzbewacher West". Zonengrenze-Museum, Helmstedt.
8. ↑  Marsh, David. . Financial Times. 1989-06-21.